# Nerinesläktet
Nerinesläktet (Nerine) är ett växtsläkte i familjen amaryllisväxter med 26 arter från södra Afrika. 